# Notiosorex evotis
Notiosorex evotis är en däggdjursart som först beskrevs av Elliott Coues 1877.  Notiosorex evotis ingår i släktet Notiosorex och familjen näbbmöss. IUCN kategoriserar arten globalt som livskraftig. Inga underarter finns listade i Catalogue of Life.
Arten förekommer i västra Mexiko vid Stilla havet. Den lever i låglandet och i kulliga områden upp till 550 meter över havet. Habitatet utgörs av buskskogar, växtlighet mellan åkermark, områden med några kaktusar och andra torra landskap.
Håren som bildar djurets päls har mörkgråa, mörk gråbruna och rosavita avsnitt. Pälsen har därför på ovansidan en mörkbrun och på undersidan en ljusare färg. Svansen är på toppen och på undersidan mörk. Notiosorex evotis skiljer sig i avvikande detaljer av kraniets konstruktion från andra släktmedlemmar.